# Kate Chopin
Pour l’article homonyme, voir Chopin (homonymie).
Kate Chopin, ou Catherine  O'Flaherty au diminutif de Kate O'Flaherty née le 8 février 1850 à Saint-Louis dans l'État du Missouri et morte à Saint-Louis le 22 août 1904, est une romancière, poète, dramaturge et nouvelliste américaine de style réaliste et naturaliste.
D'origine irlandaise et créole de Louisiane, Kate Chopin est l'auteure de plus d'une centaine de nouvelles et de deux romans relevant du courant dit du Régionalisme connus pour leur ambiance teintée de culture créole. Elle a animé un salon littéraire dans sa résidence  à Saint-Louis.
Ignorée de son vivant, voire méprisée, Kate Chopin est redécouverte à partir des années 1950, notamment par son roman The Awakening, traduit en français sous le titre de L'Éveil, traitant de la condition des femmes à la fin de l’ère victorienne, des aspirations de celles-ci à la liberté, à l'indépendance, à sortir du carcan du mariage, roman souvent comparé par sa qualité littéraire et sa thématique au roman Madame Bovary de Gustave Flaubert. Ce roman  préfigure les œuvres littéraires d'inspiration féministe du XXe siècle.

## Biographie

### Jeunesse et formation

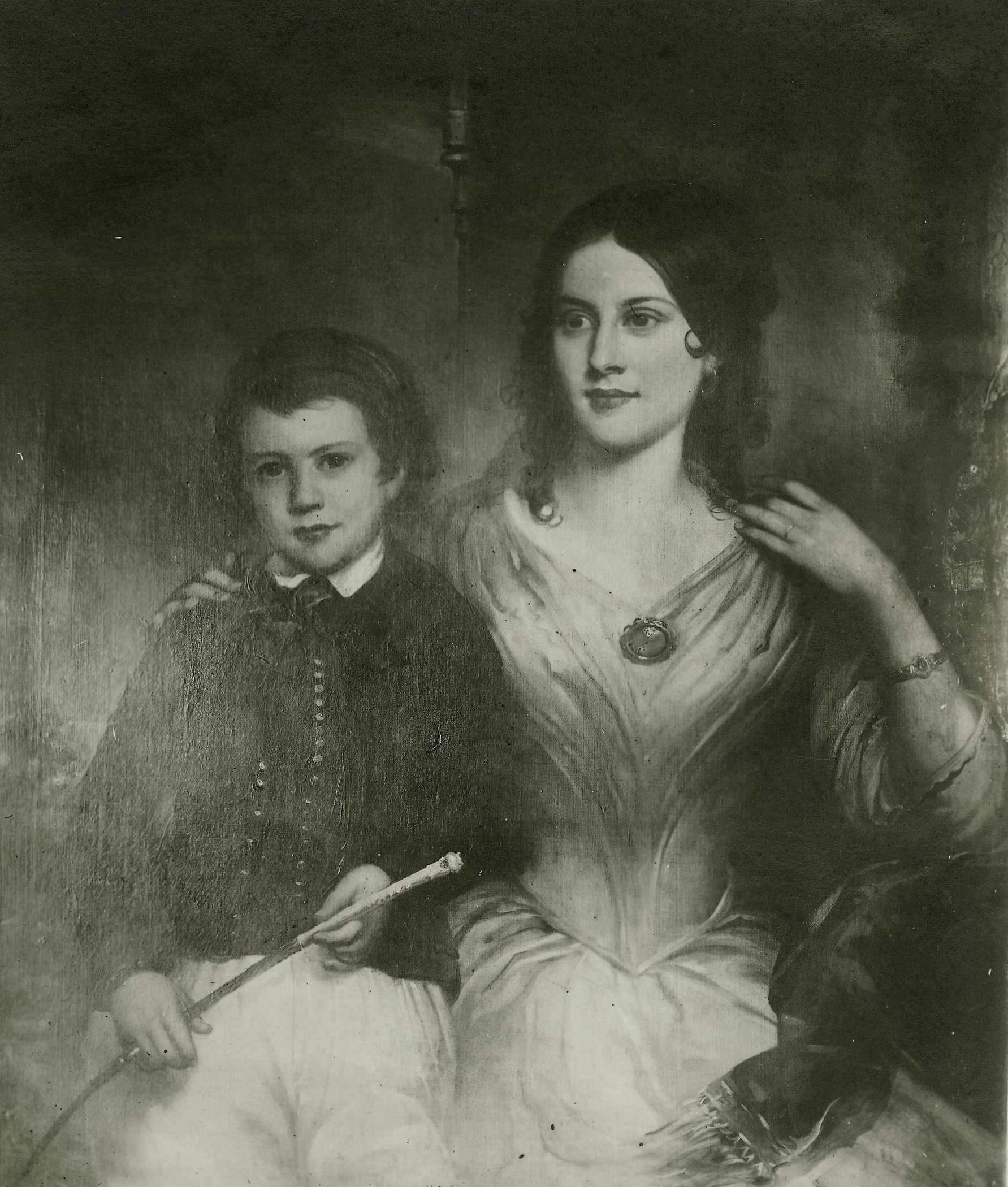
Eliza O'Flaherty avec le demi-frère de Kate Chopin, George O'Flaherty

Le père de Kate O'Flaherty, Thomas O'Flaherty, est un homme d'affaires influent originaire de la région de Galway en Irlande. Sa mère, née Eliza Faris, est membre d'une famille d'origine créole française de Saint-Louis. Sa grand-mère maternelle, Athénaise Charleville, descend d'une famille de canadiens français. Certains de ses ancêtres comptent parmi les premiers immigrants européens à s'être installés à Dauphin Island dans l'actuel État de l'Alabama,,.

#### Une ville au climat malsain
Kate O'Flaherty naît le 8 février 1850 à Saint-Louis, surnommée la « Gateway to the West / La porte de l'ouest », ville  connue pour sa saleté, noircie par les fours au charbon utilisés durant les hivers, ravagée plusieurs fois par des épidémies de choléra, ville au climat insupportable durant l'été où des personnes meurent de suffocation,.

#### Date de naissance
La date de naissance de Kate O'Flaherty étant discutée pour savoir si elle est née en 1850 ou 1851, la question est alors tranchée par la consultation des registres de la cathédrale de Saint-Louis qui indiquent que Kate O'Flaherty y fut baptisée le 12 mai 1850, registre signé par le prêtre qui l'a baptisée, spécifiant bien qu'elle est bien née le 8 février 1850, que sa marraine est Jane Sanguinet et son parrain Charles Sanguinet.

#### Tragédies
Le père de Kate O'Flaherty meurt en 1855 lors du trajet inaugural de la ligne Pacific Railroad, dont il est un des fondateurs, quand un pont construit au-dessus de la rivière Gasconade, affluent de la rivière Missouri, s'écroule. Cette même année, Kate, alors âgée de 5 ans, est envoyée à l'Académie catholique du Sacré-Cœur de Saint-Louis,.
Après la mort de son père, les liens unissant Kate O'Flaherty  à sa mère et à son arrière grand-mère se resserrent. Elle développe un intérêt marqué pour les contes de fée, la poésie et la religion, mais également pour les romans classiques et contemporains. Sir Walter Scott et Charles Dickens comptent alors parmi ses auteurs favoris.
1863 est une année tragique pour la famille O'Flaherty ; l'arrière grand-mère de Kate O'Flaherty ainsi que son demi-frère, George, meurent. Lors de la guerre de Sécession George O'Flaherty s'est enrôlé dans un régiment d'infanterie à cheval de l'armée confédérée et meurt de la fièvre typhoïde dans un camp de prisonniers à Little Rock en Arkansas. Cette même année, Kate quitte son école, ce qui lui permet de se plonger dans ses lectures.

#### L'Académie catholique du Sacré-Cœur
En 1865, Kate O'Flaherty   réintègre l'Académie catholique du Sacré-Cœur, dont elle sort diplômée en 1868 sans s'y être vraiment distinguée dans aucune matière, mais en ayant développé un talent de narratrice,.

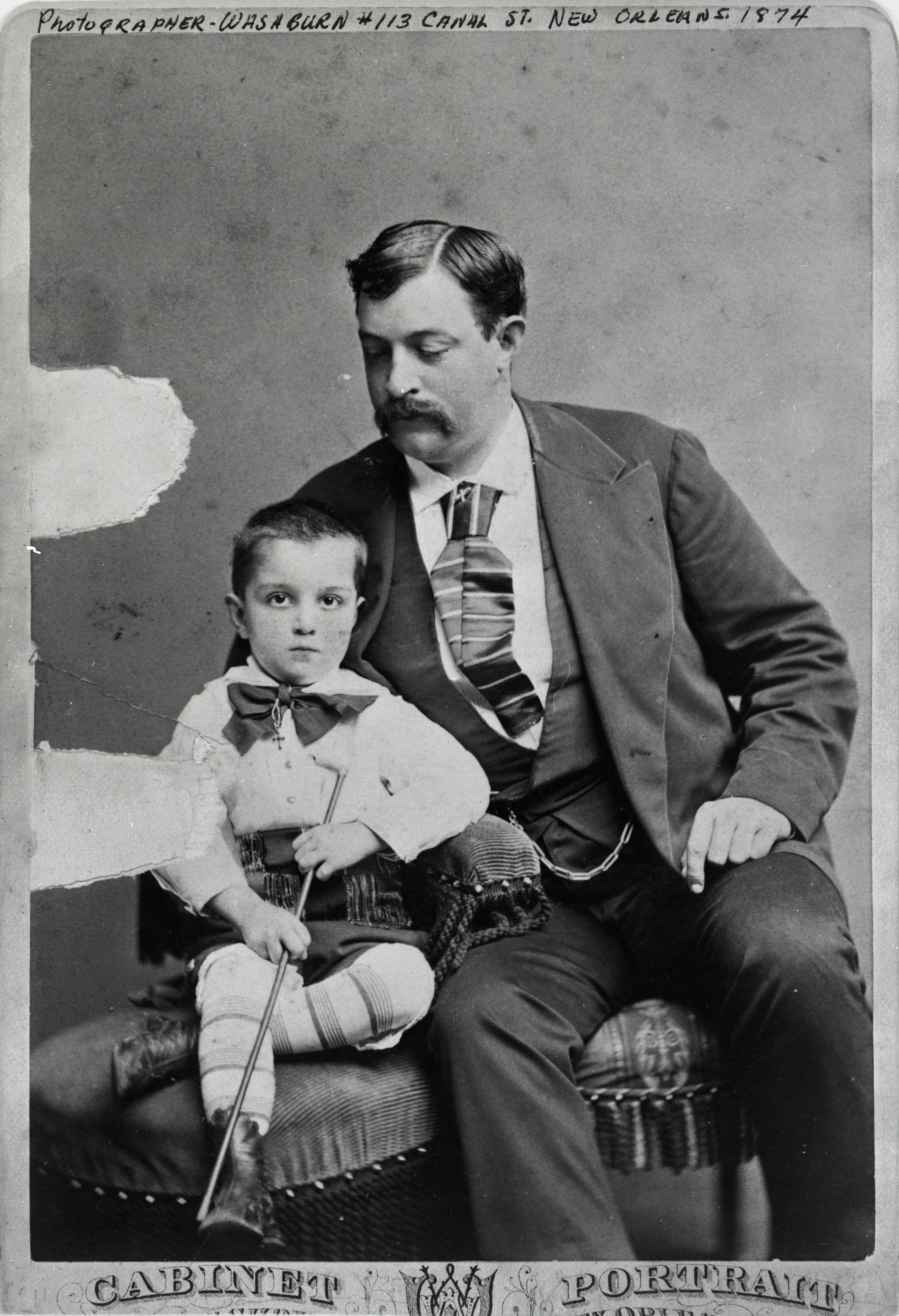
Oscar et Louis Chopin, 1874.

Adolescente, Kate O'Flaherty  appartient à la haute société de Saint-Louis où elle est réputée pour son éloquence et ses connaissances en matière de musique. C'est lors d'un voyage à La Nouvelle-Orléans qu'elle fait la rencontre d'une actrice et chanteuse farouchement indépendante qui l'influence fortement. Ses séjours à La Nouvelle-Orléans lui inspirent la nouvelle intitulée Emancipation: A Life Fable. C'est à cette période qu'elle remet en question l'autorité de l'Église catholique en ce qui concerne le rôle de la femme.

### Une vie familiale entre tragédie et ruine financière
Kate O'Flaherty  épouse Oscar Chopin le 9 juin 1870 à Saint-Louis. Elle entre alors dans la communauté française créole de la ville. Ils partent en lune de miel en Allemagne, puis en Suisse et finalement en France avant de revenir précipitamment aux États-Unis lorsque éclate la guerre franco-allemande,.

#### La vie à La Nouvelle-Orléans

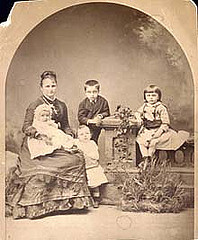
Photographie de Kate Chopin avec ses fils Frederick, George, Jean et Oscar, prise à La Nouvelle-Orleans en 1877.

Pendant les dix années suivantes, le couple vit au 1413, Louisiana Avenue à La Nouvelle-Orléans, où Oscar travaille en tant qu'intermédiaire dans le commerce du coton. Kate Chopin met au monde cinq garçons, Jean, Oscar, George, Frederick, Felix-Andre et une fille Lelia. Cela dit, elle assume son rôle de mère tout en ayant une vie sociale active,.
Grand Isle, station balnéaire du golfe du Mexique, devient pour la famille Chopin un lieu de villégiature estivale. C'est là que l'indépendance de Kate Chopin s'épanouit et qu'elle commence à flâner seule dans les rues de la ville — pratique largement réprouvée pour une femme à cette époque,.

#### La tragédie

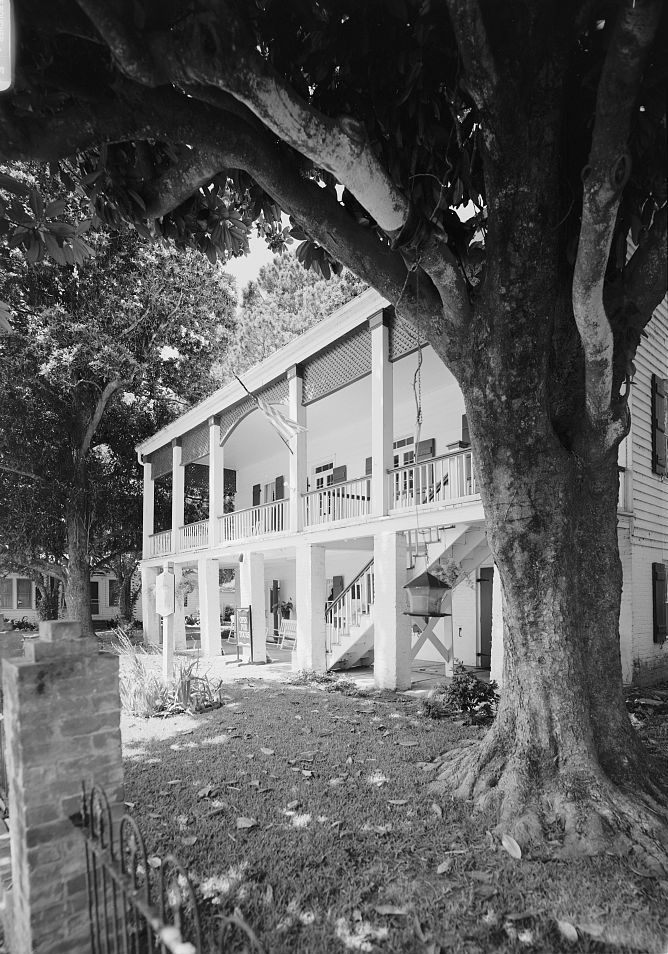
Photographie de la résidence de Kate Chopin à Cloutierville.

En 1879, l'entreprise de revente de coton d'Oscar fait faillite et la famille Chopin déménage à Cloutierville, dans la paroisse de Natchitoches, sur la rivière Rouge, pour gérer plusieurs petites plantations et le magasin du village. C'est là que Kate Chopin acquiert l'expérience de la vie des Noirs et des Créoles qu'elle évoque plus tard dans deux volumes de contes : Bayou Folk (1894), d'où est tirée la nouvelle Desiree's Baby, et A Night in Acadia (Une nuit en Acadie) (1897), ainsi que dans le roman The Awakening (L'Éveil) (1899). Leur maison, située au no 243 Highway 495 et construite par Alexis Courtier au début du XIXe siècle, fait aujourd'hui partie du patrimoine historique national et abrite le Bayou Folk Museum (en),.
Oscar Chopin meurt de la fièvre typhoïde en 1882 en laissant à sa veuve Kate des dettes s'élevant à la somme de  12 000$. Kate Chopin essaie de gérer les plantations et le magasin toute seule, sans succès. Elle finit par s'engager dans une relation avec un fermier marié,.
Sa mère la convainc alors de revenir à Saint-Louis avec ses enfants pour mettre fin à ses problèmes financiers. Cette dernière meurt l'année suivante,.
Kate Chopin est victime d'une dépression nerveuse, elle écrit une polka pour piano, et son médecin lui suggère l'écriture comme thérapie. Elle suit son conseil et retrouve son intérêt pour la littérature, elle écrit une nouvelle Wiser than a God publiée en 1889 dans le Musical Journal de Philadelphie, c'est l'histoire d'une jeune et talentueuse jeune femme qui renonce à l'amour, au mariage pour se consacrer à son art.

### Carrière d'écrivaine

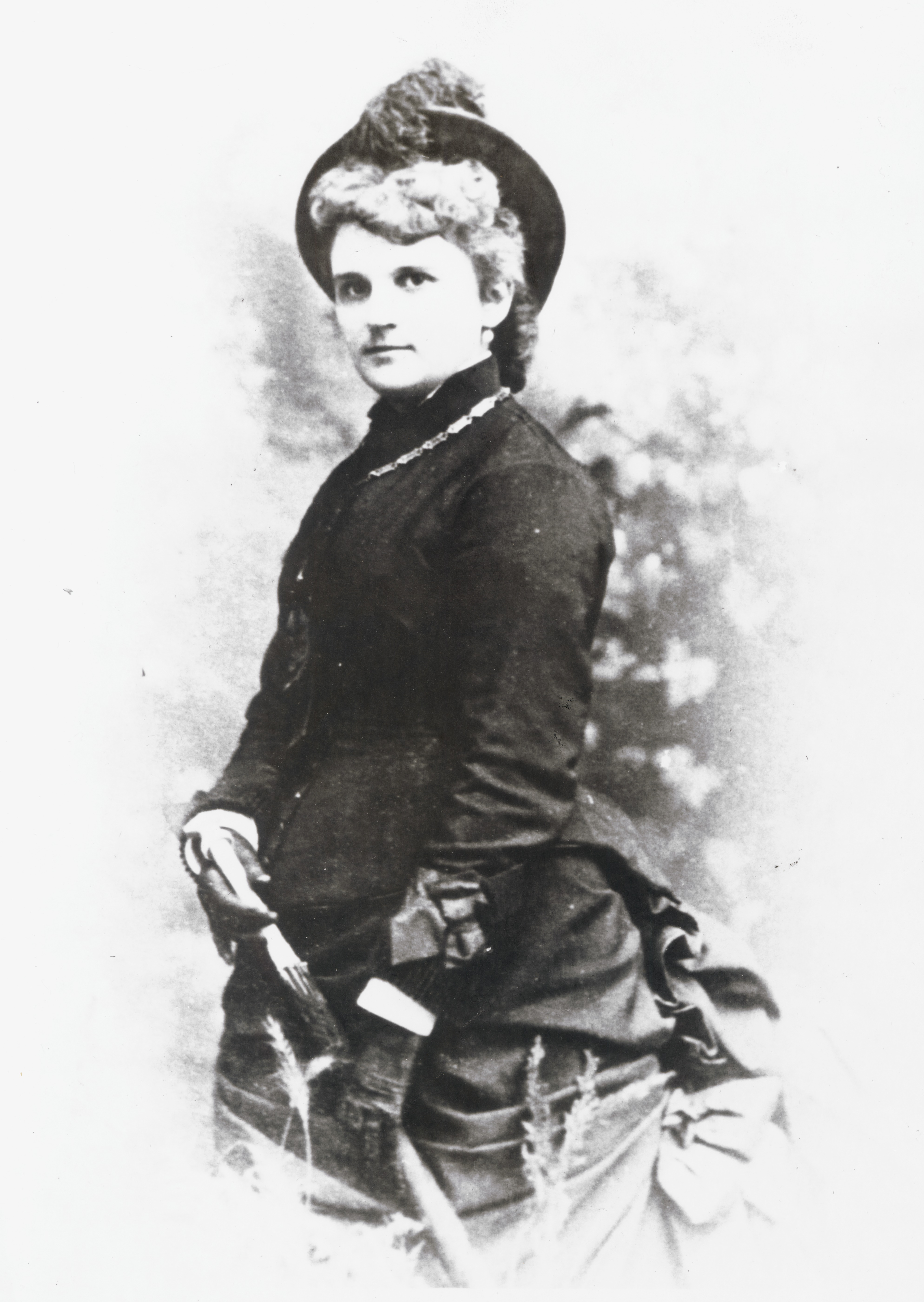
Photographie de Kate Chopin en tenue de cavalière.

#### Des débuts difficiles
À la fin des années 1890, Kate Chopin écrit des nouvelles, des articles et des traductions des œuvres de Guy de Maupassant publiées dans des magazines, notamment le Saint Louis Dispatch. Elle est alors classée parmi les écrivains régionalistes, mais les qualités littéraires de son œuvre ne sont pas reconnues,.
En 1890, Kate Chopin publie son premier roman At Fault, après avoir été refusé par le Belford's Monthly celui-ci est publié à compte d'auteur ; ce roman est une sorte d'autobiographie  puisqu'il raconte l'histoire d'une jeune veuve créole dans le cadre de la Louisiane et de la ville de Saint Louis,.
En 1890, Kate Chopin achève l'écriture d'un second roman Young Dr. Gosse qui lui aussi est refusé par de nombreux éditeurs, son manuscrit a probablement été détruit ou tout du moins perdu.

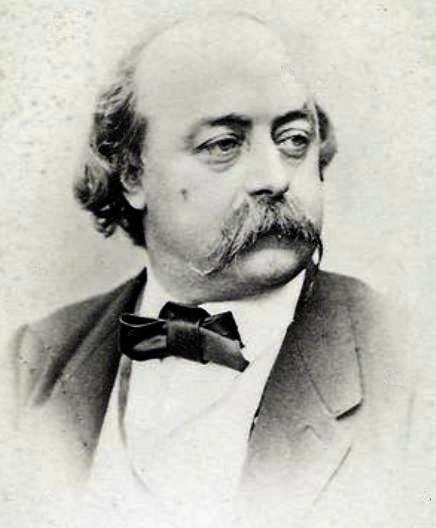
Portrait photographique de Gustave Flaubert.

En 1891, Kate Chopin écrit 16 nouvelles et historiettes, une pièce de théâtre, un essai et quelques traductions d'œuvres littéraires françaises. Si ses nouvelles et historiettes sont publiées dans la presse locale, elle aimerait que ses œuvres soient publiées dans des revues, magazines à dimension nationale , notamment par la presse de la côte est.
Ses nouvelles reflètent son admiration pour les auteurs réalistes français tels qu'Alphonse Daudet, Gustave Flaubert, les frères Goncourt ( Edmond de Goncourt et Jules de Goncourt) et par dessus tout Guy de Maupassant.

#### La percée

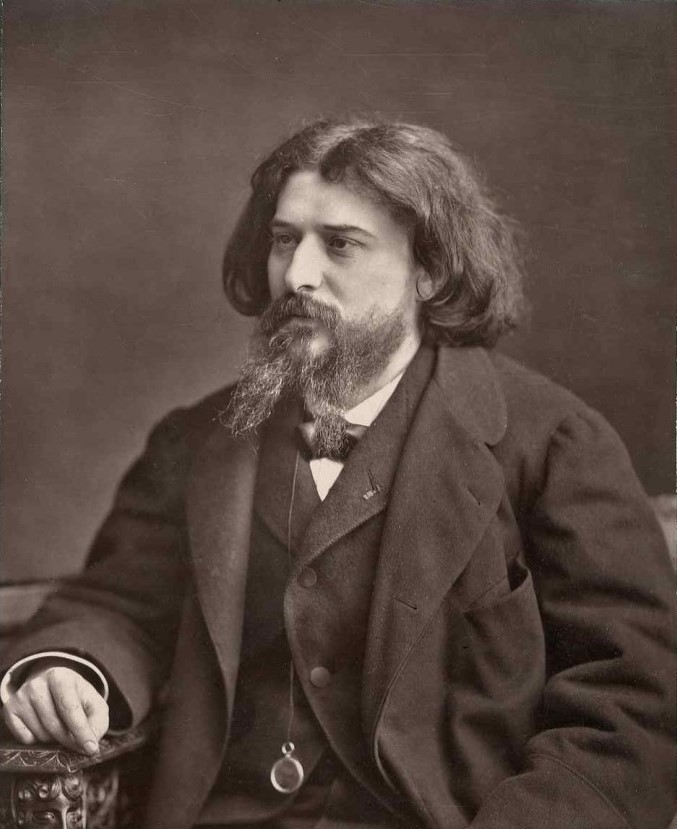
Alphonse Daudet photographié par Étienne Carjat.

Kate Chopin fait son entrée dans la presse nationale, durant l'année 1891, où ses historiettes pour enfants sont publiées dans les colonnes du magazine The Youth's Companion (en) et du  Harper's Young People (en). Percée confirmée par la publication en 1892 d'une nouvelle At the Cadian Ball dans les colonnes du magazine Two Tales et en 1893 par la publication de deux nouvelles A Visit to Avoyelles et Desiree's Baby par le magazine Vogue,.

#### 1894, l'annus mirabilis
L'année 1894, peut être qualifiée d'annus mirabilis pour Kate Chopin. En janvier 1894, sa nouvelle A No-Account Creole est publiée par le prestigieux magazine littéraire The Century Magazine, En septembre 1894, c'est au tour du magazine littéraire The Atlantic Monthly de publier une de ses nouvelles, et en décembre 1894 The Century publie à nouveau une de ses nouvelles. Mais l’événement le plus important pour Kate Chopin est la publication en mars 1894 de son premier recueil de nouvelles Bayou Folk par la maison d'édition Houghton, Mifflin and Company. Cette publication sort  Kate Chopin d'un relatif anonymat pour la mettre sur le devant de la scène littéraire américaine et plus particulièrement à Saint Louis,.
Dans ses diverses publications, Kate Chopin utilise des sources créoles ou acadiennes et montre son habileté à dresser des portraits de personnages typiques et de son maniement des dialectes créoles et acadiens,.

#### L'animatrice d'un salon littéraire
Durant les années 1890, Kate Chopin anime tous les mercredis un salon littéraire chez elle, à la Morgan Street. Ce salon est vite réputé comme étant le lieu de l'avant-garde littéraire, musicale, culturelle.

#### Nouvelle orientation littéraire

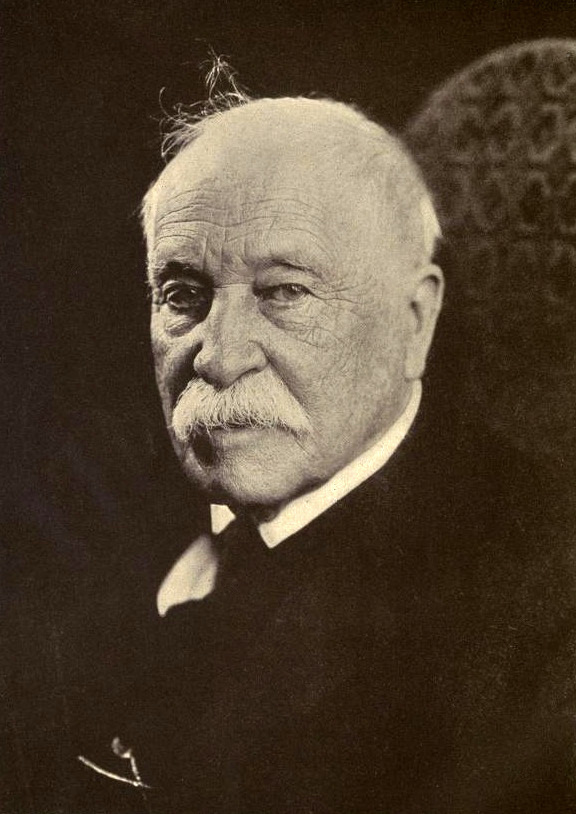
Portrait photographique de William Dean Howells.

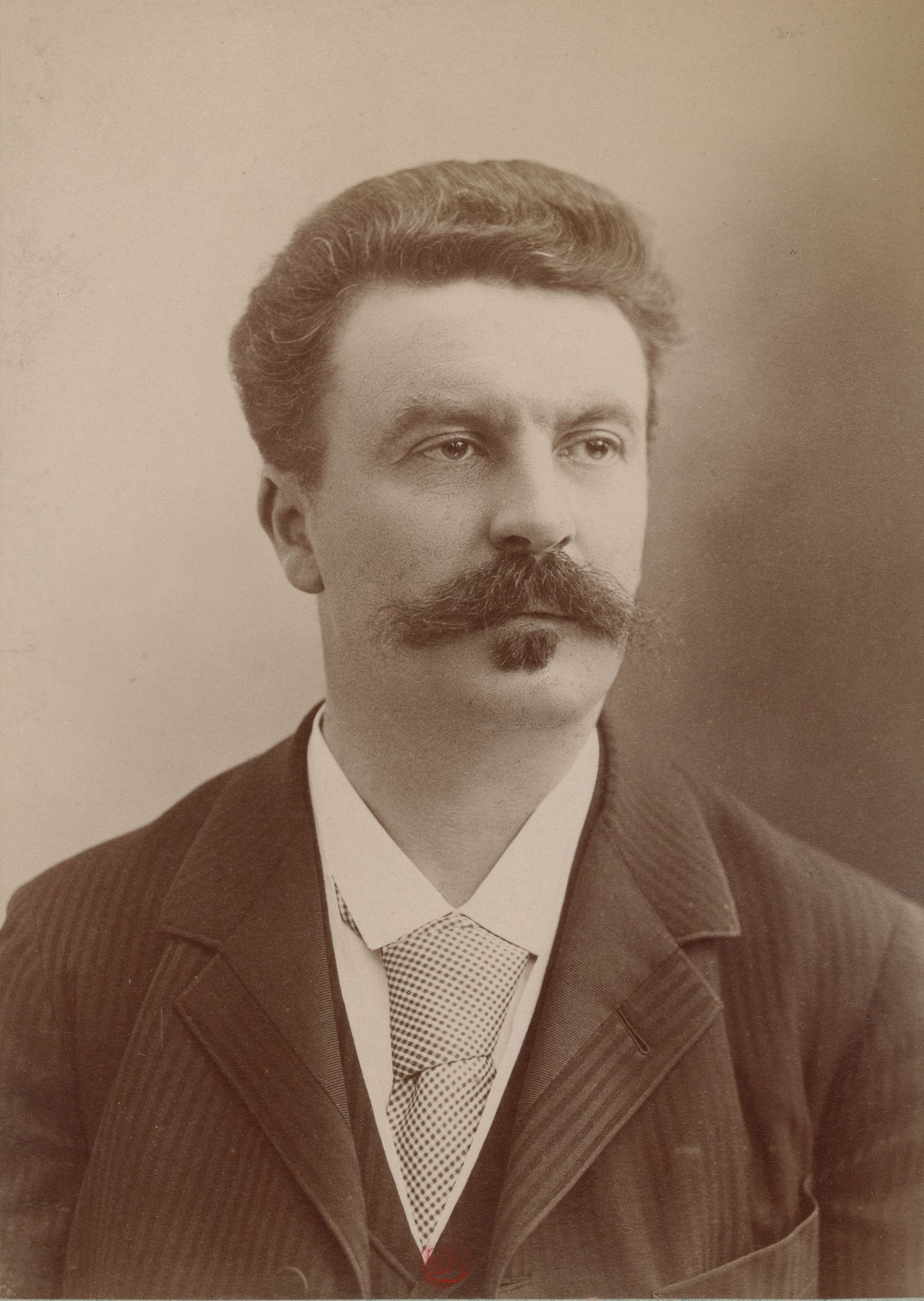
Guy de Maupassant photographié par Nadar.

Après s'être inspirée du réalisme raffiné de William Dean Howells, Kate Chopin se tourne vers les audaces stylistiques du réalisme de Guy de Maupassant, après avoir traduit plusieurs œuvres de ses à partir de 1894,.
En novembre 1897, elle publie un second recueil de nouvelles sous le titre de A Night in Acadie aux éditions Way and Williams Publishers (en). Ce recueil de nouvelles au style réaliste américain est également  empreint du style du régionalisme, dit « couleur locale ». Ses héroïnes se démarquent par leur liberté défiant les convenances de leur temps,.

#### The Awakening
Après l'édition de A Night in Acadie, Kate Chopin commence à rédiger un nouveau roman, dans un premier temps, elle donne le titre de A Solitary Soul, finalement il sortira en 1899 aux éditions Way and Williams sous le titre de The Awakening (L'Éveil). Entre-temps, en 1898, Kate Chopin publie une nouvelle The Storm, récit audacieux traitant d'une passion sexuelle,.
The Awakening est un roman dont l'action se situe à Grand Isle et à La Nouvelle Orléans, l'héroïne Edna Pontellier, une femme de la bonne société, mère de deux enfants, cherche à se libérer des contraintes des rôles sociaux imposés aux femmes. Le roman narre les passions sensuelles d'Edna Pontellier, puis ses passions amoureuses extra-conjugales,.

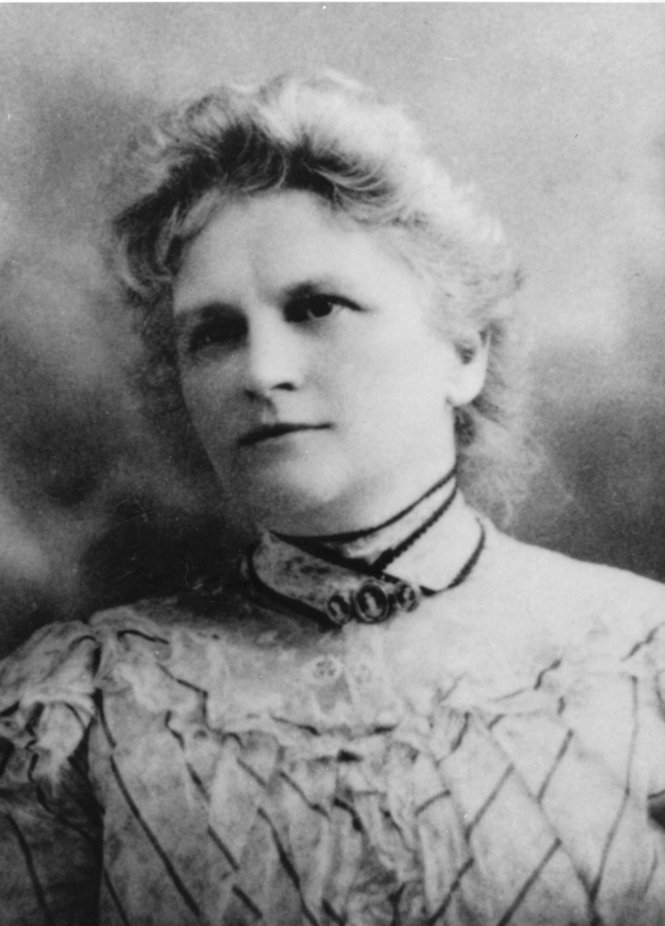
Portrait photographique de Kate Chopin, datant probablement des années 1890.

Malgré des premières recensions positives, le roman est décrit par la suite, comme violent, caustique, impudique, contraire à la moralité victorienne tout en saluant les qualités littéraires de Kate Chopin et en se posant la question pourquoi avoir choisi de traiter un tel thème ? Le St. Louis Globe-Democrat (en) qualifie le roman de « malsain et de morbide », le The Providence Journal qualifie le roman d'« ordure pailletée d'or ». Certains libraires de Saint Louis se refusent à vendre ce roman,.
Kate Chopin, découragée par l’accueil de son roman, se contente  d’écrire des nouvelles. En 1900, elle écrit ainsi The Gentleman from New Orleans et son nom apparaît la même année dans la première édition du Marquis Who's Who (en). Malgré le succès de ses nouvelles, elle n’a jamais pu vivre de son art, tirant ses revenus de rentes d’investissements faits en Louisiane et à Saint-Louis.

### Kate Chopin et le féminisme?
Kate Chopin est née deux années après la Convention de Seneca Falls qui appelle à l'égalité des droits civiques pour les femmes et pour leur droit de vote, cela dit, elle n'a jamais été une militante pour le droit des femmes, ni même un soutien pour le féminisme. C'est plutôt par sa vie en tant que femme indépendante, artiste libre qu'elle devient une source d'inspiration pour les femmes.

### Vie privée

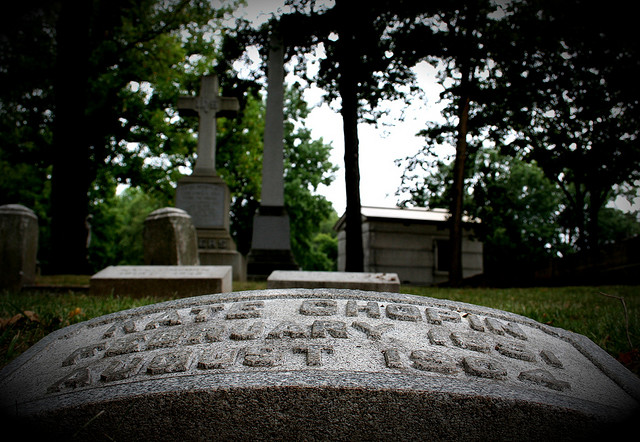
Photographie de la tombe de Kate Chopin.

À partir de 1902, Kate Chopin connait des difficultés financières et est attristée par la disparition de plusieurs amis et membres de sa famille. Elle-même tombe malade en 1903, atteinte d'emphysème ou du diabète.
Kate Chopin meurt en 1904 à l'âge de 54 ans des suites d'une hémorragie cérébrale. Elle est inhumée au Calvary Cemetery (St. Louis) (en),.

## Hommages
Le roman The Awakening est aujourd'hui reconnu comme un roman précurseur des œuvres féministes du XXe siècle.
En 1990, Kate Chopin est récompensée par une étoile dédiée sur le St. Louis Walk of Fame (en).

## Œuvres
Les œuvres de Kate Chopin ont connu de multiples rééditions, la liste de ses œuvres accessibles en ligne a privilégié quand cela est possible l'édition originale, sinon l'édition la plus récente.

### Recueils de nouvelles
- Janet Beer (dir.), A Shameful Affair and Other Stories, Londres, Phoenix, coll. « Phoenix Short Stories » (réimpr. 1998) (1re éd. 1891), 258 p. (ISBN 9780753805244, OCLC 1412547289, lire en ligne),
- Desiree's Baby, coll. « Kate Chopin Masterpiece Collection » (réimpr. 1993, 2014,) (1re éd. 1893), 28 p. (ISBN 9781497545106),
- Bayou Folk, Boston & New York, Houghton, Mifflin and Company (1re éd. 1894), 332 p. (LCCN 04015082, lire en ligne),
- The Story of an Hour, Perfection Learning (réimpr. 2001) (1re éd. 1894), 32 p. (ISBN 9780789154798),
- The Kiss and Other Stories, Londres, Penguin Books (réimpr. 1995) (1re éd. 1897), 68 p. (ISBN 9780146002014, lire en ligne),
- A Night In Acadie, Chicago, Illinois, Way & Williams (réimpr. 2002, 2004, 2020) (1re éd. 1987), 431 p. (ISBN 9781419102608, OCLC 2413641, lire en ligne),

#### Éditions et compilations posthumes
- Per Seyersted (dir.) (préf. Per Seyersted), The Storm and other stories, Old Westbury, New York, The Feminist Press, coll. « Feminist Press reprint » (no 5) (réimpr. 2015) (1re éd. 1974), 404 p. (OCLC 3104145, lire en ligne),
- Helen Taylor (dir.), Portraits : Short stories, Londres, Women's Press (réimpr. 1982, 1988) (1re éd. 1979), 244 p. (ISBN 9780704328273, OCLC 561842352, lire en ligne),
- Emily Toth (dir.), A Vocation and a Voice : Stories, New York, Penguin Books, 1991, 244 p. (ISBN 9780140390780, lire en ligne),
- Joslyn T. Pine, Lilacs and Other Stories, Mineola, état de New York, Dover Publications, coll. « Dover Thrift Editions » (réimpr. 2011, 2014) (1re éd. 2005), 228 p. (ISBN 9780486440958, OCLC 868274608, lire en ligne),
- A Collection of Kate Chopin's Short Stories, Louisiane, First Rate Publishers (réimpr. 2014, 2019) (1re éd. 1988), 48 p. (ISBN 9781500205089, OCLC 1301795327, lire en ligne),
- Candace Ward (dir.), A Pair of Silk Stockings, Mineola, état de New York, Dover Publications, coll. « Dover Thrift Editions » (réimpr. 2014) (1re éd. 1996), 68 p. (ISBN 9781306334655, OCLC 868276500, lire en ligne),

### Romans
- At Fault : a Novel (réimpr. 1984, 1986, 1994, 2001, 2002, 2007, 2016) (1re éd. 1890) (ISBN 9780961428518, OCLC 1420631, lire en ligne),
- The Awakening, Blacksburg, Virginie, Wilder Publications (réimpr. 1994, 1996, 2000, 2011, 2014, 2016) (1re éd. 1899) (lire en ligne),

### Œuvres complètes
- Sandra M. Gilbert (dir.), Complete Novels and Stories, New York, Library of America, 30 septembre 2002, 1096 p. (ISBN 9781931082211, lire en ligne),

### Traductions francophones
- L'Eveil [« The Awakening »] (trad. Michelle Herpe-Volinsky, préf. Jean Bardot), Liana Levi, 1er avril 1990, 219 p. (ISBN 9782867460579),
- La cigarette égyptienne [« A Vocation and a Voice: Stories »] (trad. Marie-Claude Peugeot), Paris, Anatolia Editions, 10-18 (réimpr. 1999) (1re éd. 1995), 233 p. (ISBN 9782264022486),
- Une nuit en Acadie [« A Night In Acadie »] [« Une nuit en Acadie »] (trad. Marie-Claude Peugeot, préf. Nancy Huston), Editions des Syrtes, 5 mai 2002, 152 p. (ISBN 9782845450592),
- Sous le ciel de l'été : poèmes (trad. Gérard Gâcon), Saint-Étienne, Publications de l'Université de Saint-Étienne, coll. « Les translatives », 2009, 106 p. (ISBN 9782862725086),
- Le sorcier de Gettysburg [« Bayou Folk »] (trad. Marie-Anne de Kisch), Paris, Éd. Interférences, 2011, 173 p. (ISBN 9782909589220),